# Kriegs-Ehrenmedaille (Lippe)
Die Kriegs-Ehrenmedaille wurde am 25. Oktober 1915 durch Fürst Leopold IV. zur Lippe als Auszeichnung für Verwundetenpflege gestiftet.
Das Ehrenzeichen konnte an alle Personen verliehen werden, die sich durch treue Arbeit in dienstlicher oder freiwilliger Tätigkeit namhafte Verdienste um die öffentliche Wohlfahrt, insbesondere in der Pflege der verwundeten und erkrankten Krieger und in sonstiger Arbeit für das Rote Kreuz, erworben haben.
Das Ordenszeichen ist eine achteckige Medaille aus Geschützbronze und zeigt auf der Vorderseite die Abbildung des Kriegsverdienstkreuzes. Auf der Rückseite findet sich die Inschrift TREU BEWÄHRT IN SCHWERER ZEIT 1915.
Die Medaille wurde an einem goldgelben Band mit einem roten und weißen Randstreifen für Verdienste in Feindesland und an einem weißen Band mit einem roten und goldgelben Randstreifen für Verdienste in der Heimat getragen.
Mit der Abdankung des Fürsten Leopold IV. am 11. November 1918 wurde der Orden nicht mehr verliehen.